# Château des Stuarts
Pour les articles homonymes, voir château d’Aubigny.
Le château des Stuarts, ou château d’Aubigny, est un château situé sur la commune d'Aubigny-sur-Nère, dans le département du Cher.

## Historique
Pour un article plus général, voir Duché d'Aubigny.
L'édifice tire son nom de Robert Stuart d'Aubigny qui le fit construire au début du XVIe siècle, après l'incendie de 1512.
Plusieurs modifications et restaurations seront faites au XVIIe siècle et au XIXe siècle.
Il est actuellement utilisé comme hôtel de ville et comme musée, il abrite le Centre d’interprétation de l’Auld Alliance.

## Protection
Le château fait l’objet d’un classement au titre des monuments historiques par la liste de 1862.